# Abdij van Gengenbach
De Abdij van Gengenbach was een tot de Zwabische Kreits behorende abdij binnen het Heilige Roomse Rijk.
De benedictijnenabdij in Gengenbach werd omstreeks 725 gesticht door de Frankische koning en graaf Ruthard. Het was na 820 een rijksklooster. Keizer Hendrik II schonk de abdij in 1007 aan het bisdom Bamberg.
De voogdij was sinds het begin van de twaalfde eeuw in het handen van de hertogen van Zähringen, van 1218 tot 1245 van de Hohenstaufen, daarna van de bisschoppen van Straatsburg en kwam in 1296 aan de rijkslandvoogdij Ortenau toe.
Het klooster werd in de vijftiende eeuw een ziekenhuis voor de Ortenauer adel, maar de monniken streefden naar de omzetting in een koorherensticht. De protestant geworden rijksstad Gengenbach wilde het klooster inlijven, maar de abten wisten het klooster in stand te houden.
Pogingen van de abdij om te worden toegelaten tot het College der rijksprelaten werden in 1575 en 1580 afgewezen op grond van onduidelijke voogdijverhoudingen. Dat gebeurde in 1645 toch, alhoewel het pas in 1751 volledig het geval was. De band met de rijkslandvoogdij Ortenau verbond de abdij tot dan met de Oostenrijkse Kreits. De abdij was nu rijksvrij.
Paragraaf 5 van de Reichsdeputationshauptschluss van 25 februari 1803 voegde de abdij bij het keurvorstendom Baden.
De abdij bezat buiten de abdij geen grondgebied.